# Yamaha YA-1
 (décembre 2016).
Si vous disposez d'ouvrages ou d'articles de référence ou si vous connaissez des sites web de qualité traitant du thème abordé ici, merci de compléter l'article en donnant les références utiles à sa vérifiabilité et en les liant à la section « Notes et références ».
La Yamaha YA-1 est un modèle de motocyclette du constructeur japonais Yamaha.
L'YA-1 est la première moto commercialisée, en mars 1955, inspirée, comme d'autres avant elle (BSA, Harley-Davidson, Indian, etc.), de la DKW RT 125 allemande de 1931.
La production en série débuta en janvier 1955, pour laquelle une nouvelle usine avait été spécialement construite. Environ 200 motos de ce type ont été construites chaque mois et environ 11 000 ont été construites jusqu'à ce que le modèle soit abandonné.
Le tout premier modèle portait un surnom d'insecte (tout comme la célèbre Vespa -Guêpe) de la firme Piaggio , elle était poétiquement baptisée libellule rouge (Aka-Tombo en japonais), probablement à cause de son bruit moteur évoquant le bourdonnement d'un gros insecte.
Machine soignée (4 vitesses au lieu des 3 de la DKW originale) attrayante dans sa présentation avec ses couleurs vives à l'époque où toutes les motos ou presque sont noires, La "Libellule rouge" est une machine chère (surtout pour une petite cylindrée).
Elle coûte un an de salaire de l'ouvrier qui la produit et ne rencontre qu'un succès très limité jusqu'à ce qu'elle soit alignée en course tout-terrain  dans des classiques courses de côte / enduro  japonaises ou elle écrase la concurrence lors des épreuves du Mont Fuji et du Mont Asama et suscite un engouement commercial croissant.